# ネッツトヨタみちのく
ネッツトヨタみちのく株式会社は、青森県八戸市に本部を置く、自動車販売会社。

## 概要
- 青森県内一円に拠点を置くトヨタ自動車のネッツ店を展開している。
  - なお、十和田とむつの2カ所にある出張所はトヨタカローラ八戸の各店舗内にて置かれている。
- 元々トヨタビスタ店ディーラー「トヨタビスタ青森株式会社」だったが、ネッツ店とのチャンネル統合・再編に伴って現商号に変更。
  - ただし、旧トヨタオート青森のネッツトヨタ青森はトヨタ小野グループで当社と運営会社が異なるため、両社の合併や統合は行われていない。
  - このような事情から、十和田市のネッツトヨタみちのくの十和田出張所とネッツトヨタ青森の十和田店は近接しており、競合関係となっている。

## 沿革
- 1980年 - 「トヨタビスタ青森株式会社」として設立。
- 1988年 - 「トヨタカローラ八戸株式会社」等を運営の塚原グループ関連会社となる。
- 2004年 - 『ネッツトヨタみちのく株式会社』に商号変更。

## 関連会社
- 塚原
  - フィットネスクラブ・ウイング（旧：サンフィッシュスポーツクラブ）
- トヨタカローラ八戸
- トヨタカローラ岩手
- テクノクラフト・シー・アンド・ヴィ
- ジェームス青森
- ツカハラエンタープライズ（青森市・八戸市の2カ所にてアウディ車取り扱いディーラー：アウディ店を運営）
- シー・アンド・ヴィカンパニー（弘前市・八戸市の2カ所にてフォルクスワーゲンブランド車取り扱いディーラーを運営）

## 青森県内の他のトヨタ車販売店
トヨタ小野グループ系
- 青森トヨタ自動車（トヨタ店）
- 青森トヨペット（トヨペット店）
- ネッツトヨタ青森（ネッツ店：みちのく社とエリアが競合する）

塚原グループ系
- トヨタカローラ八戸（トヨタカローラ店）

地場資本
- トヨタカローラ青森（トヨタカローラ店）

## その他
- 同社のコーポレートカラー（看板サインカラー）はターコイズブルーで、一部ネッツトヨタ青森（看板サインカラーは白）と競合する。